# Laringotraqueitis de las aves
Gallid herpesvirus 1 (GaHV-1) (también conocido como Herpesvirus 1 aviar) es un virus de la familia Herpesviridae que causa la  laringotraqueitis infecciosa aviar. Se reconoció originalmente como una enfermedad de las gallinas en Estados Unidos en 1926. La enfermedad también ocurre en faisanes.  GaHV-1 es esparcido con las secreciones respiratorias y transmitido por la inhalación de gotitas. Una bandada de aves no expuesta previamente desarrollará casos durante dos a ocho semanas luego de la introducción. El periodo de incubación es de dos a ocho días.  Los síntomas incluyen tos, estornudo, sacudidas de cabeza, letargo, secreciones de los ojos y las fosas nasales (a veces sanguinolentos), y dificultad respiratoria. El nombre viene de la inflamación severa de la laringe y la tráquea. Puede formarse una membrana diftéritica en la tráquea, que causa  obstrucción. La mortalidad es típicamente menor del 15 %.  Existe una vacuna disponible, pero no previene las infecciones latentes.
La enfermedad es referida usualmente como laringotraqueítis infecciosa o simplemente LT en la industria avícola. Es considerado ampliamente como una de los virus más contagiosos que afectan la industria avícola. Un caso confirmado resultará usualmente en el establecimiento de una zona de cuarentena alrededor de la granja. dentro de esta zona de cuarentena los trabajadores avícolas evitarán entrar a otras granjas avícolas para evitar esparcir el virus.